# Alvise Da Mosto
Alvise Da Mosto, altrimenti Cadamosto o Ca' Da Mosto, in portoghese Luís o Luiz Cadamosto (Venezia, 1430 circa – Venezia, 16 luglio 1483), è stato un esploratore e navigatore italiano.

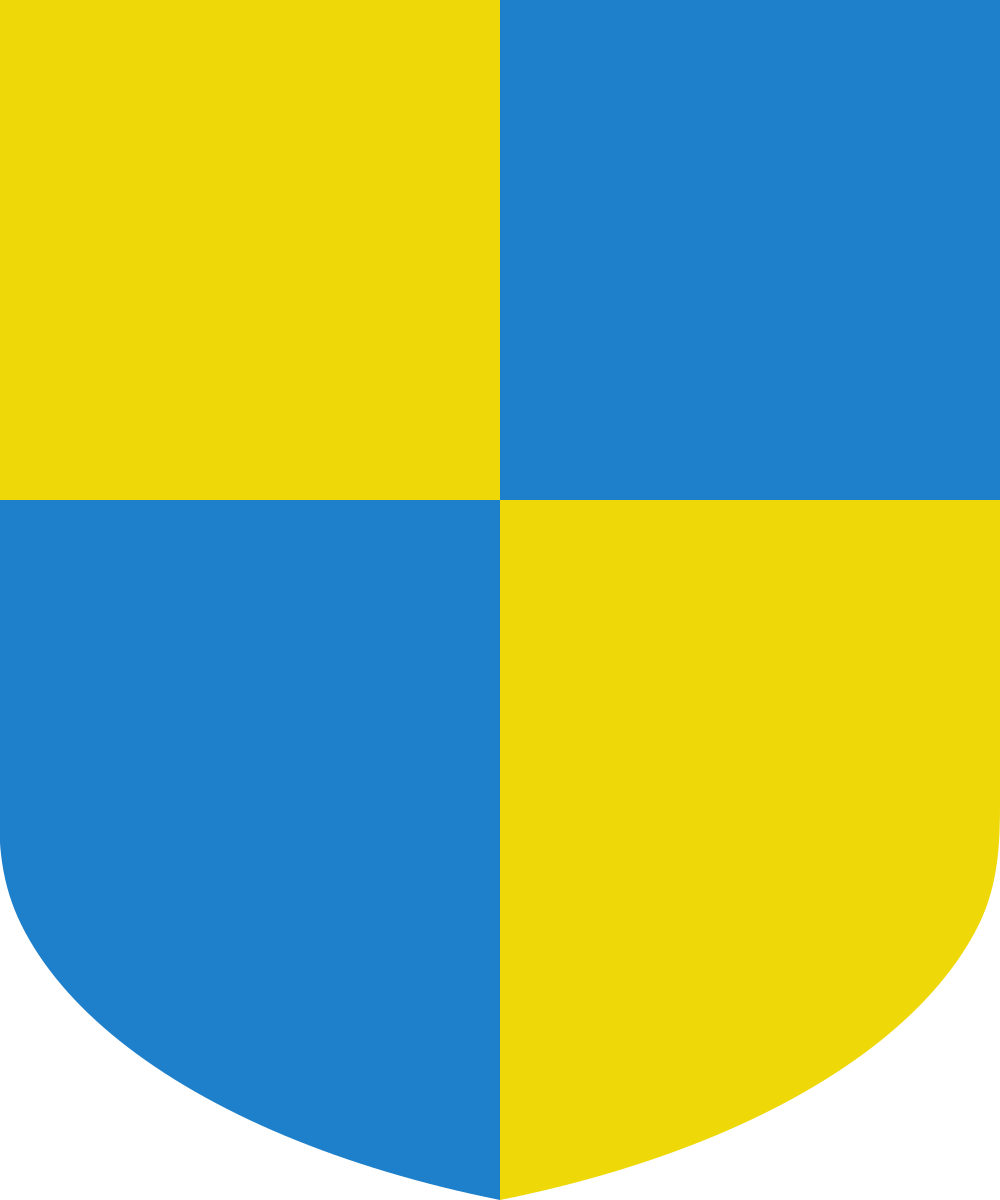
Stemma Da Mosto

Da Mosto esplorò l'Atlantico e le coste dell'Africa occidentale per il principe del Portogallo, Enrico il Navigatore, scoprendo una parte delle isole dell'arcipelago di Capo Verde tra il 1455 e il 1456 (da altre fonti la scoperta viene attribuita ad Antonio de Noli e Diogo Afonso nel 1462).

## Biografia

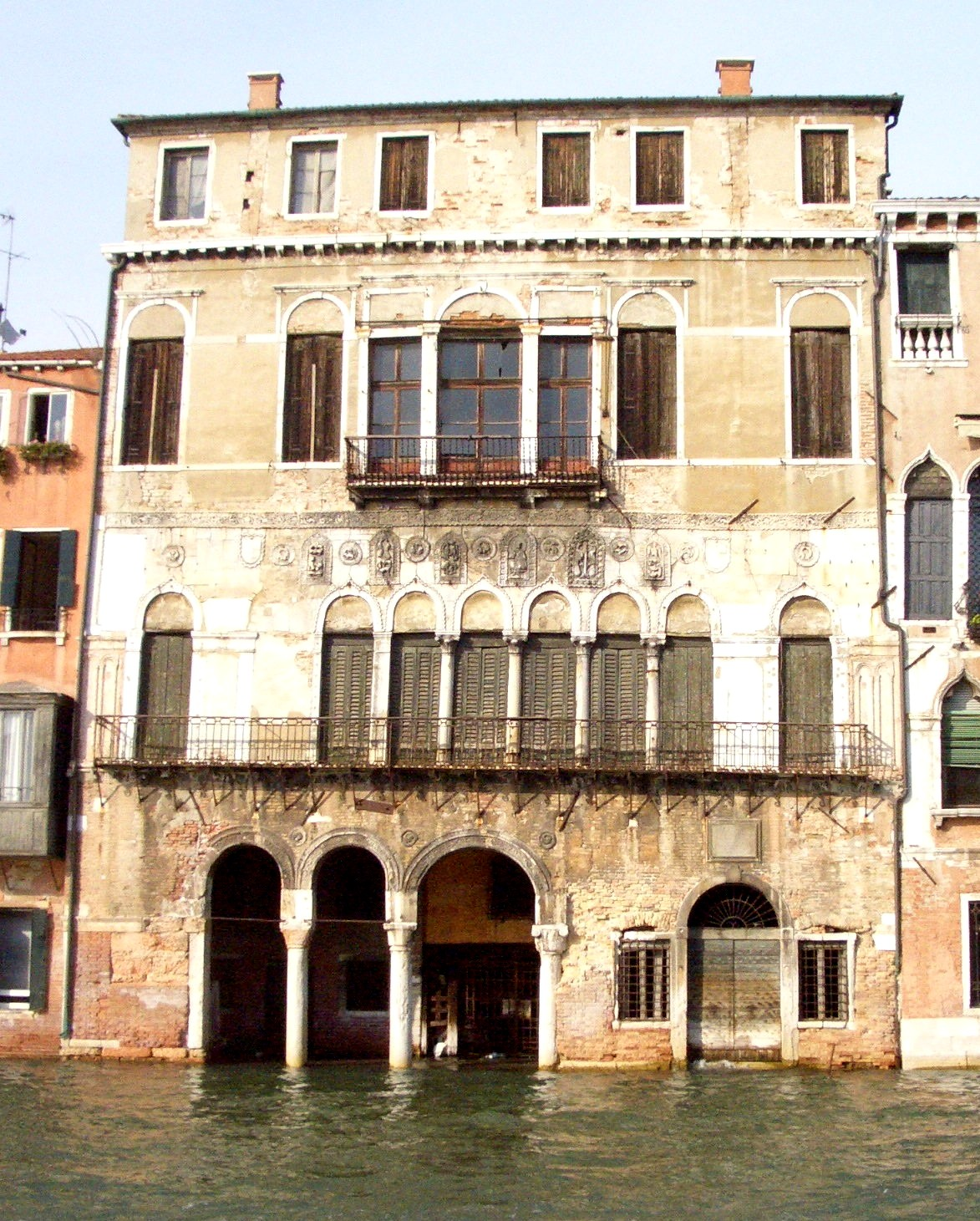
Venezia, Ca' da Mosto

Figlio di patrizi, nacque da Giovanni Da Mosto e Giovanna di Matteo Querini, probabilmente attorno al 1429 visto che i genitori si erano sposati l'anno precedente. La data del 1432, desumibile dalla relazione dei suoi viaggi, non è accettabile in quanto già nel 1442 risultava impegnato nei commerci quale agente di Andrea Barbarigo. Operò per quest'ultimo sino al 1448, spostandosi in Barberia (1446) e a Candia.
Nel 1451 superò le prove di ammissione previste e divenne balestriere sulle galere grosse d'Alessandria, per poi passare qualche mese dopo alle galere di Fiandra. Il Da Mosto intendeva infatti spendere la giovinezza nei commerci per accumulare ricchezze; è anche vero che la famiglia non versava in buone condizioni economiche dopo che il padre era stato bandito dagli avogadori di Comune.

### Esplorazioni per la corona portoghese
Nel 1454 si imbarcò nuovamente per la Fiandra con il fratello minore Antonio, lasciando all'altro fratello Pietro la gestione degli affari a Venezia. A causa dei venti contrari, tuttavia, il convoglio dovette sostare a capo San Vincenzo, all'estremità sudoccidentale del regno di Portogallo e non lontano dal luogo di ritiro di Enrico il Navigatore. Quest'ultimo approfittò dell'occasione per inviare presso i Veneziani un suo dipendente, Patrizio di Conti, che mostrò numerose mercanzie provenienti dai paesi da poco scoperti, ricordando i grandi guadagni di chi vi aveva commerciato. Assolutamente interessato, Da Mosto incontrò il principe che accettò di imbarcarlo in uno dei suoi viaggi in virtù della sua grande esperienza nel campo delle spezie. In realtà, Enrico cercava soprattutto un navigatore esperto che potesse contribuire alle esplorazioni della costa occidentale africana.
Il 22 marzo 1455 partì da Capo San Vincenzo per la sua prima spedizione di scoperta lungo le coste atlantiche. In questo viaggio visitò prima l'isola di Madeira e le Canarie e quindi raggiunse la foce del fiume Senegal, dove acquistò dalla popolazione locale un centinaio circa di schiavi africani, scambiandoli contro cavalli. Ripreso il mare incontrò un'altra spedizione portoghese, comandata da Antonio da Noli. Insieme decisero di proseguire la navigazione: scoprirono il golfo di Gorsa e giunsero fino al fiume Gambia che tentarono di risalire. Dovettero però desistere in quanto trovarono una forte ostilità da parte degli indigeni e decisero di tornare in Portogallo.
Circa un anno più tardi, nel 1456, il Cadamosto, insieme ad Antoniotto Usodimare, ritentò l'impresa: in questo secondo viaggio Da Mosto esplorò nuovamente il fiume Gambia, risalendolo per circa 100 km, spingendosi in seguito fino alla Casamance e alle isole Bissagos. Fu probabilmente mentre faceva ritorno da questo viaggio che avvistò alcune isole dell'arcipelago di Capo Verde. Da Mosto e Usodimare, perciò, furono i primi europei a raggiungere le isole di Capo Verde, (Boa Vista e Santiago portano ancora oggi il nome loro dato dal navigatore veneziano). Secondo altre fonti, tuttavia, il Da Mosto avrebbe solamente avvistato le isole e la vera e propria scoperta sarebbe da attribuire ad Antonio da Noli e Diogo Afonso, che qualche anno più tardi avrebbero raggiunto le isole facendone una precisa descrizione. Al ritorno in Portogallo, il Noli fu ufficialmente riconosciuto dal re Alfonso V come lo scopritore delle isole, che ebbe l'incarico di colonizzare e governare per conto della corona lusitana.

### Ultimi anni
Il Da Mosto dopo queste esplorazioni si ritirò in Portogallo per sette anni a Lagos in Algarve per rientrare infine a Venezia intorno al 1462, dove fu messo a capo della flotta adibita al commercio con l'Egitto e partì per una spedizione veneta diretta ad Alessandria d'Egitto. Inoltre ricoprì cariche pubbliche a Venezia, a Cattaro e nella Morea veneta. Morì a Rovigo o Venezia durante la Guerra del sale l'anno dopo l'occupazione di Rovigo da parte delle truppe venete.
Il Da Mosto disegnò una carta geografica oggi perduta (utilizzata dal cartografo Fra Mauro per la compilazione di un planisfero), e scrisse un'importante relazione dei suoi viaggi che fu dapprima pubblicata nell'opera I paesi novamente ritrovati et nuovo mondo del 1507 e poi inserita nella celebre raccolta Delle navigationi et viaggi del Ramusio.